# サード アイ
「サード アイ」(The third eye)は、日本のバンドthe pillowsの23枚目のシングルである。2005年11月23日発売。発売元はキングレコード。

## 概要
- キングレコード時代最後のシングル。アルバム『MY FOOT』の先行シングル。
- PV監督は今井"Lucy"淳也。
- 最初はタイトルが「The third eye」だったが、NINE MILESの「The third eye」と紛らわしいため「サード アイ」に変更された。

## 収録曲
1. サード アイ(3:56)
作詞・作曲：山中さわお、編曲：the pillows
2. Slow down(2:58)
作詞・作曲：山中さわお、編曲：the pillows
3. ワカレノウタ(4:00)
作詞・作曲：山中さわお、編曲：the pillows

## 収録アルバム

### サード アイ
- オリジナル『MY FOOT』（2006年1月12日）
- ベスト『LOSTMAN GO TO YESTERDAY』（2007年11月14日）
- ベスト『Once upon a time in the pillows』（2009年6月3日）

### Slow down
- ベスト『LOSTMAN GO TO YESTERDAY』（2007年11月14日）

### ワカレノウタ
- ベスト『LOSTMAN GO TO YESTERDAY』（2007年11月14日）